# Dženan Pejčinović
Dženan Pejčinović (Múnich, Baviera, 15 de febrero de 2005) es un futbolista alemán de ascendencia montenegrina. Juega de delantero centro y su equipo actual es el VfL Wolfsburgo de la Bundesliga, máxima categoría del fútbol alemán.

## Trayectoria
Debutó como profesional el 27 de mayo de 2023, ingresó al minuto 80 por Yannick Gerhardt para enfrentar a Hertha Berlín y perdieron 1-2 en el Volkswagen-Arena. En su primera temporada como profesional estuvo en el banco de suplentes en 10 oportunidades pero solo ingresó en la fecha final del campeonato, su equipo finalizó el torneo en octavo lugar.
Para la temporada 2024-25 fue cedido al Fortuna Düsseldorf, en busca de minutos como profesional. Debutó en su nuevo equipo el 18 de agosto de 2024, ingresó en el transcurso del segundo tiempo para enfrentar a Dinamo Dresde por la Copa de Alemania pero perdieron 2-0. En la fecha 3 debutó en la 2. Bundesliga, ingresó al minuto 74, pateó un penal, el arquero dio rebote y convirtió su primer gol oficial, ganaron 1-2. Debido a una lesión no pudo culminar la temporada, pero convirtió 5 goles en los 20 encuentros que disputó.

## Selección nacional
Ha sido internacional con la selección de fútbol de Alemania en la categorías juveniles sub-16, sub-17, sub-18, sub-19 y sub-20. También tuvo participación con la selección de Montenegro en la categoría sub-15.
Tuvo una destacada actuación en la categorías juveniles sub-16, sub-17, sub-18 y sub-19, ya que convirtió igual cantidad de goles que partidos jugados, 38 goles en 38 encuentros.

## Estadísticas

### Clubes
Actualizado al último partido citado el 16 de agosto de 2025.
| Club                          | Div.          | Temporada     | Liga  | Liga  | Liga   | Copas nacionales | Copas nacionales | Copas nacionales | Copas internacionales | Copas internacionales | Copas internacionales | Total | Total | Total  |
| Club                          | Div.          | Temporada     | Part. | Goles | Asist. | Part.            | Goles            | Asist.           | Part.                 | Goles                 | Asist.                | Part. | Goles | Asist. |
| ----------------------------- | ------------- | ------------- | ----- | ----- | ------ | ---------------- | ---------------- | ---------------- | --------------------- | --------------------- | --------------------- | ----- | ----- | ------ |
| VfL Wolfsburgo · Alemania     | 1.ª           | 2022-23       | 1     | 0     | 0      | —                | —                | —                | —                     | —                     | —                     | 1     | 0     | 0      |
| VfL Wolfsburgo · Alemania     | 1.ª           | 2023-24       | 4     | 0     | 0      | 0                | 0                | 0                | —                     | —                     | —                     | 4     | 0     | 0      |
| VfL Wolfsburgo · Alemania     | 1.ª           | 2025-26       | 0     | 0     | 0      | 1                | 3                | 1                | —                     | —                     | —                     | 1     | 3     | 1      |
| VfL Wolfsburgo · Alemania     | Total club    | Total club    | 5     | 0     | 0      | 1                | 3                | 1                | 0                     | 0                     | 0                     | 6     | 3     | 1      |
| Fortuna Düsseldorf · Alemania | 2.ª           | 2024-25       | 19    | 5     | 0      | 1                | 0                | 0                | —                     | —                     | —                     | 20    | 5     | 0      |
| Fortuna Düsseldorf · Alemania | Total club    | Total club    | 19    | 5     | 0      | 1                | 0                | 0                | 0                     | 0                     | 0                     | 20    | 5     | 0      |
| Total carrera                 | Total carrera | Total carrera | 24    | 5     | 0      | 2                | 3                | 1                | 0                     | 0                     | 0                     | 26    | 8     | 1      |
| 1.                            |               |               |       |       |        |                  |                  |                  |                       |                       |                       |       |       |        |

### Selecciones
Actualizado al último partido citado el 24 de marzo de 2025.
| Selección           | Temporada         | Continental | Continental | Continental | Mundial | Mundial | Mundial | Amistosos | Amistosos | Amistosos | Total | Total | Total  |
| Selección           | Temporada         | Part.       | Goles       | Asist.      | Part.   | Goles   | Asist.  | Part.     | Goles     | Asist.    | Part. | Goles | Asist. |
| ------------------- | ----------------- | ----------- | ----------- | ----------- | ------- | ------- | ------- | --------- | --------- | --------- | ----- | ----- | ------ |
| Sub-15 · Montenegro | 2019-20           | —           | —           | —           | —       | —       | —       | 6         | 1         | 0         | 6     | 1     | 0      |
| Sub-15 · Montenegro | Total sel.        | 0           | 0           | 0           | 0       | 0       | 0       | 6         | 1         | 0         | 6     | 1     | 0      |
| Sub-16 · Alemania   | 2020              | —           | —           | —           | —       | —       | —       | 2         | 2         | 0         | 2     | 2     | 0      |
| Sub-16 · Alemania   | Total sel.        | 0           | 0           | 0           | 0       | 0       | 0       | 2         | 2         | 0         | 2     | 2     | 0      |
| Sub-17 · Alemania   | 2021-22           | 10          | 12          | 4           | —       | —       | —       | 7         | 5         | 1         | 17    | 17    | 5      |
| Sub-17 · Alemania   | Total sel.        | 10          | 12          | 4           | 0       | 0       | 0       | 7         | 5         | 1         | 17    | 17    | 5      |
| Sub-18 · Alemania   | 2022              | —           | —           | —           | —       | —       | —       | 6         | 6         | 1         | 6     | 6     | 1      |
| Sub-18 · Alemania   | 2023              | —           | —           | —           | —       | —       | —       | 3         | 4         | 0         | 3     | 4     | 0      |
| Sub-18 · Alemania   | Total sel.        | 0           | 0           | 0           | 0       | 0       | 0       | 9         | 10        | 1         | 9     | 10    | 1      |
| Sub-19 · Alemania   | 2023-24           | 6           | 8           | 4           | —       | —       | —       | 3         | 1         | 0         | 9     | 9     | 4      |
| Sub-19 · Alemania   | Total sel.        | 6           | 8           | 4           | 0       | 0       | 0       | 3         | 1         | 0         | 9     | 9     | 4      |
| Sub-20 · Alemania   | 2024              | —           | —           | —           | —       | —       | —       | 2         | 1         | 0         | 2     | 1     | 0      |
| Sub-20 · Alemania   | 2025              | —           | —           | —           | —       | —       | —       | 2         | 0         | 0         | 2     | 0     | 0      |
| Sub-20 · Alemania   | Total sel.        | 0           | 0           | 0           | 0       | 0       | 0       | 4         | 1         | 0         | 4     | 1     | 0      |
| Total selecciones   | Total selecciones | 16          | 20          | 8           | 0       | 0       | 0       | 31        | 20        | 2         | 47    | 40    | 10     |
| 1.                  |                   |             |             |             |         |         |         |           |           |           |       |       |        |